# مسجد جامع دهق

## مسجد جامع دهق
مسجد جامع دهق مربوط به دوره صفوی است و در شهرستان نجف‌آباد شهر دهق، محله بالا، کوچه مسجدجامع واقع شده و این اثر در تاریخ ۲۴ اسفند ۱۳۸۳ با شمارهٔ ثبت ۱۱۴۵۹ به‌عنوان یکی از آثار ملی ایران به ثبت رسیده است.